# Angela Adler

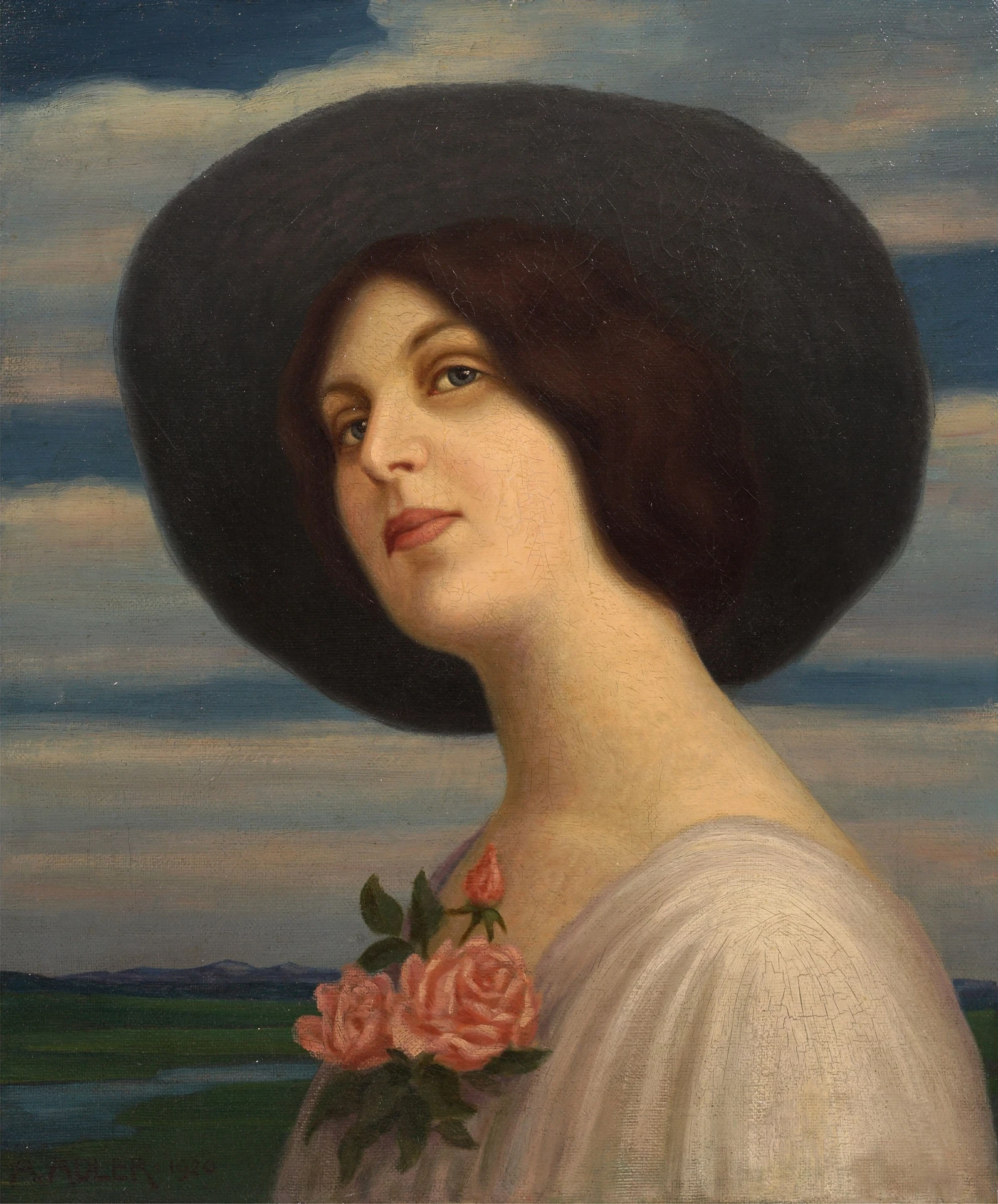
Porträt einer jungen Dame mit Hut (1920)

Angela Adler (* 10. November 1877 in Wien; † 3. April 1927 in Ollersbach) war eine österreichische Malerin.

## Leben
Adler war Schülerin von Franz Thiele in Wien, später bildete sie sich in Paris weiter. Sie schuf neben Porträts vorwiegend Landschaften, hauptsächlich in Öl. Sie beschickte Ausstellungen der Vereinigung bildender Künstlerinnen Österreichs (wo sie Gründungsmitglied und zeitweise Schriftführerin war) sowie des Wiener Künstlerhauses.
Adler begründete das Künstlerheim Ollersbach, eine Erholungs- und Arbeitsmöglichkeit für Künstler. An Melancholie erkrankt, starb sie dort 1927 durch Suizid.